# Khas Kunar (distrikt)
Khas Kunar är ett distrikt i Afghanistan. Det ligger i provinsen Kunar, i den östra delen av landet, 160 kilometer öster om huvudstaden Kabul. Administrativ huvudort är Khas Kunar.
Distriktet beräknades år 2022 ha cirka 41 000 invånare.